# Unique
För musikalbumet med samma titel av Nina Badrić, se Unique (album av Nina Badrić)
Unique utkom 1997 och var den första skivan av Regina Lund. Hon behandlar bland annat att man ska vara sig själv ("Unique") och ätstörningar ("Pure").

## Låtlista
1. "Honest Man" 4:02
2. "Unique" 4:04
3. "Mr. Jones" 5:02
4. "Silent Green" 4:20
5. "I wouldn't Mind" 4:56
6. "Pure" 3:41
7. "Miss You" 4:18
8. "Nonjudgemental meditation" 2:05
9. "Do Nothing I & II" 4:18
10. "Little Girl" 3:53
11. "Greedy" 5:13

## Medverkande
- Regina Lund: All sång och backup-sång.
- Johan Norberg: Akustisk gitarr, elektrisk gitarr, Vox mando gitarr, Coral elektrisk sitar, 12-strängs gitarr, piano, keyboard, surf orgel, flanger-hammond, harmonium, orgel, mandolin, dragspel, plastslang, cymbal
- Christer Jansson: Slagverk, trummor
- André Ferrari: Slagverk, trummor
- Sven Lindvall: Bas
- Svante Henryson: Cello
- Jean-Louis Huhta: Låg piano-not
- Dan Berglund: Akustisk bas
- Erik Holmberg: Samplingsljuds-förråd
- Johan Alenius: Rörblad

## Recensioner
Nöjesguiden. 5 av 10